# Selago dolichonema
Selago dolichonema är en flenörtsväxtart som beskrevs av O.M. Hilliard. Selago dolichonema ingår i släktet Selago och familjen flenörtsväxter. Inga underarter finns listade i Catalogue of Life.